# 고이즈미 아즈사
고이즈미 아즈사(일본어: 小泉 梓, 1987년 1월 11일 ~ )는 일본의 모델이다.